# Jukkasjärvi
Jukkasjärvi è una località del comune di Kiruna, nella contea di Norrbotten della Lapponia svedese.
Si estende per una superficie di 146 ettari. Gli abitanti sono 541 secondo fonti risalenti al 2000.

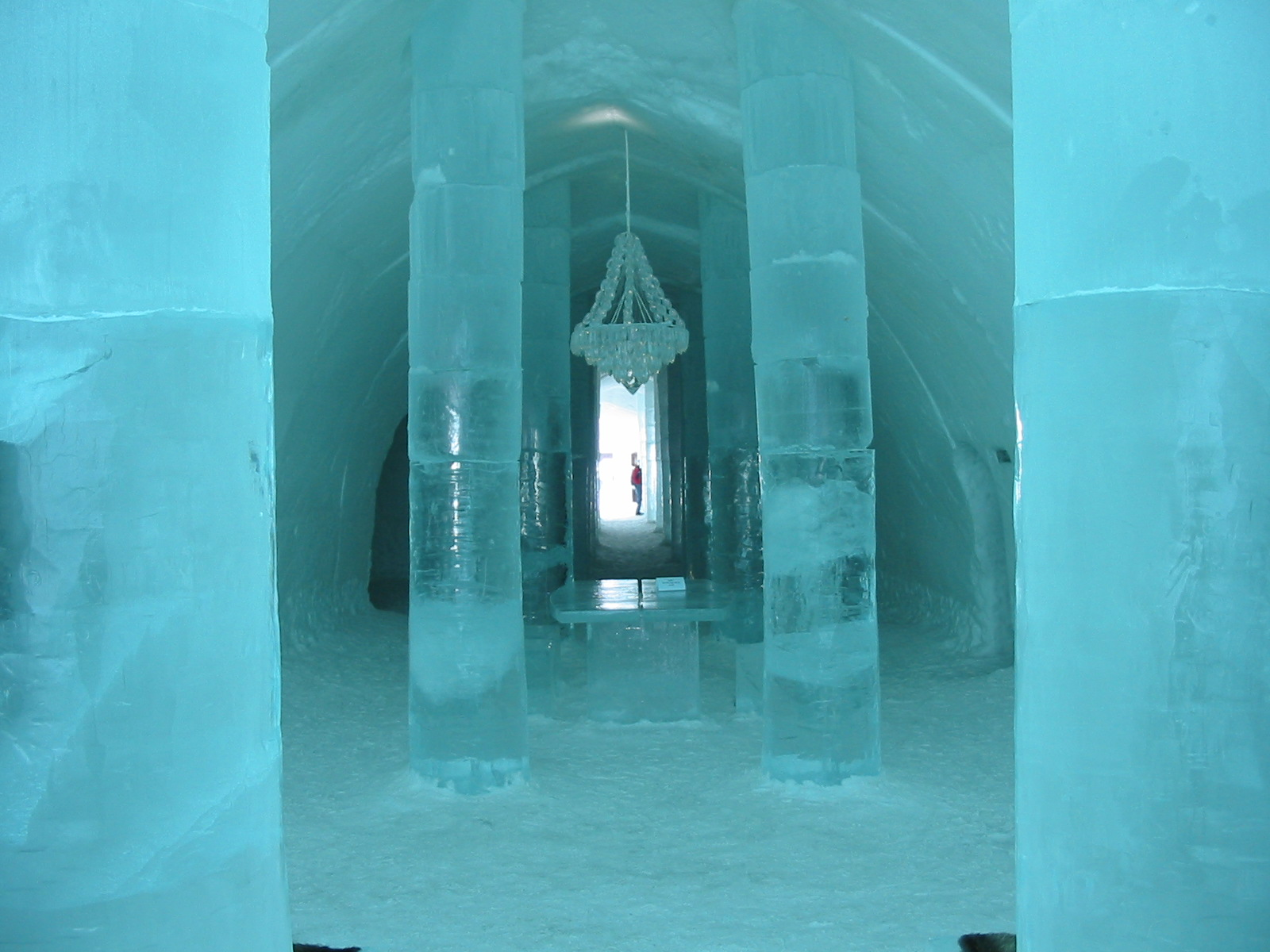
Un'immagine dell'Icehotel di Jukkasjärvi.

La località è famosa per il suo Icehotel, una struttura alberghiera realizzata interamente con blocchi di ghiaccio estratti dal vicino fiume Torne. All'interno dell'hotel, che resta aperto nei gelidi mesi invernali, la temperatura si mantiene costante tra i −3 °C e i −8 °C.

## Galleria d'immagini

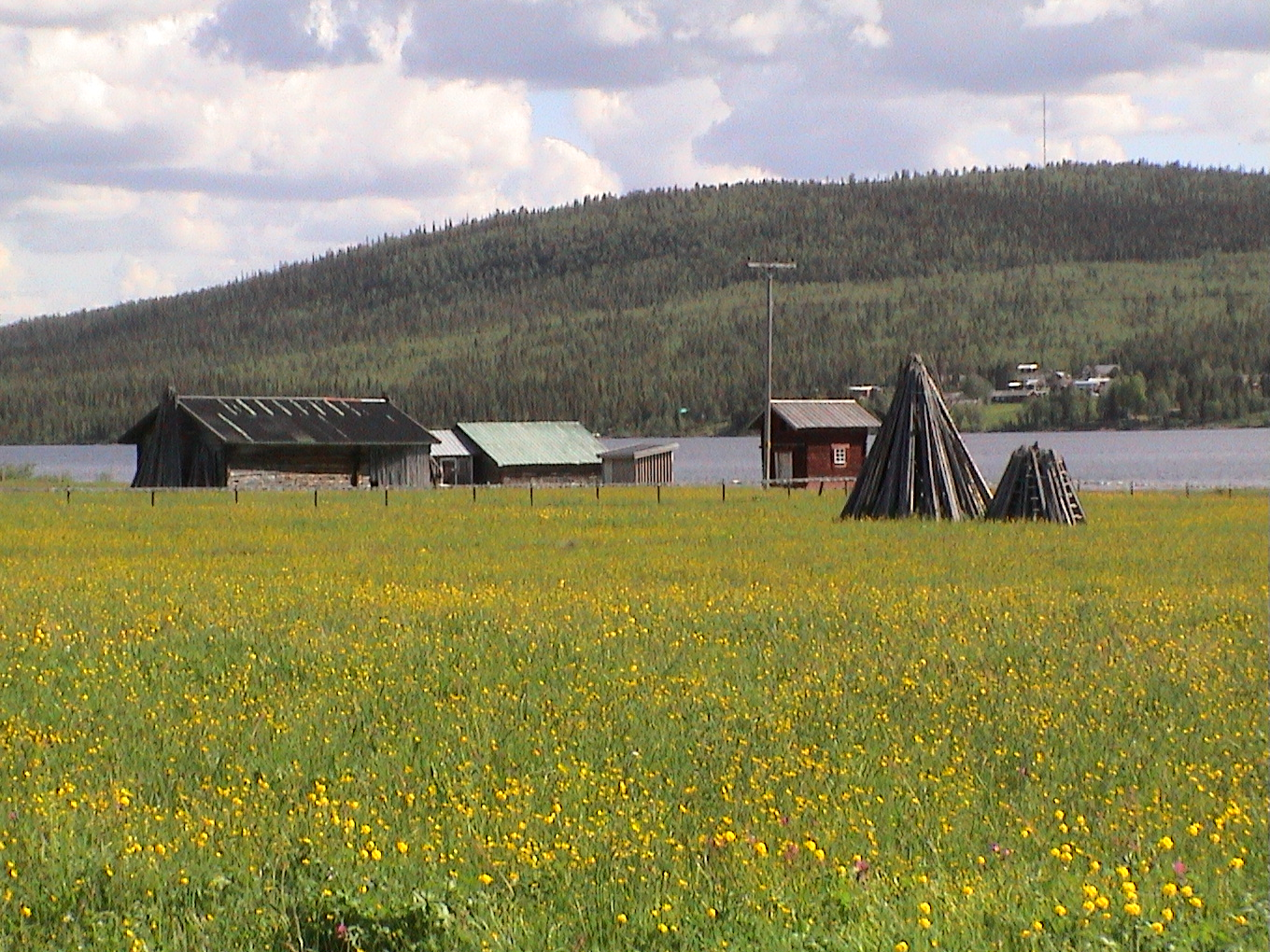
Vista di Jukkasjärvi
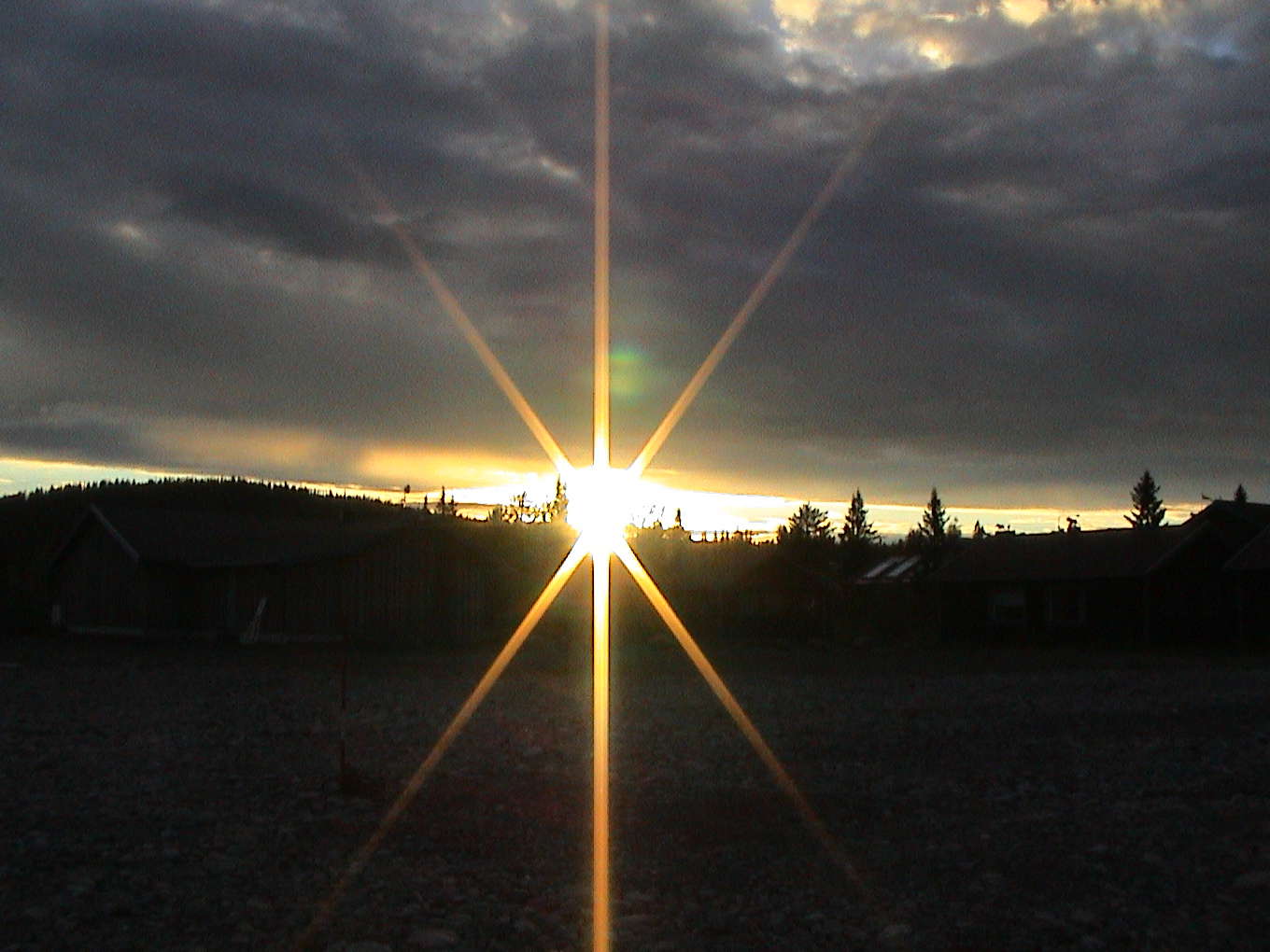
Il sole di mezzanotte del 21 Giugno a Jukkasjärvi
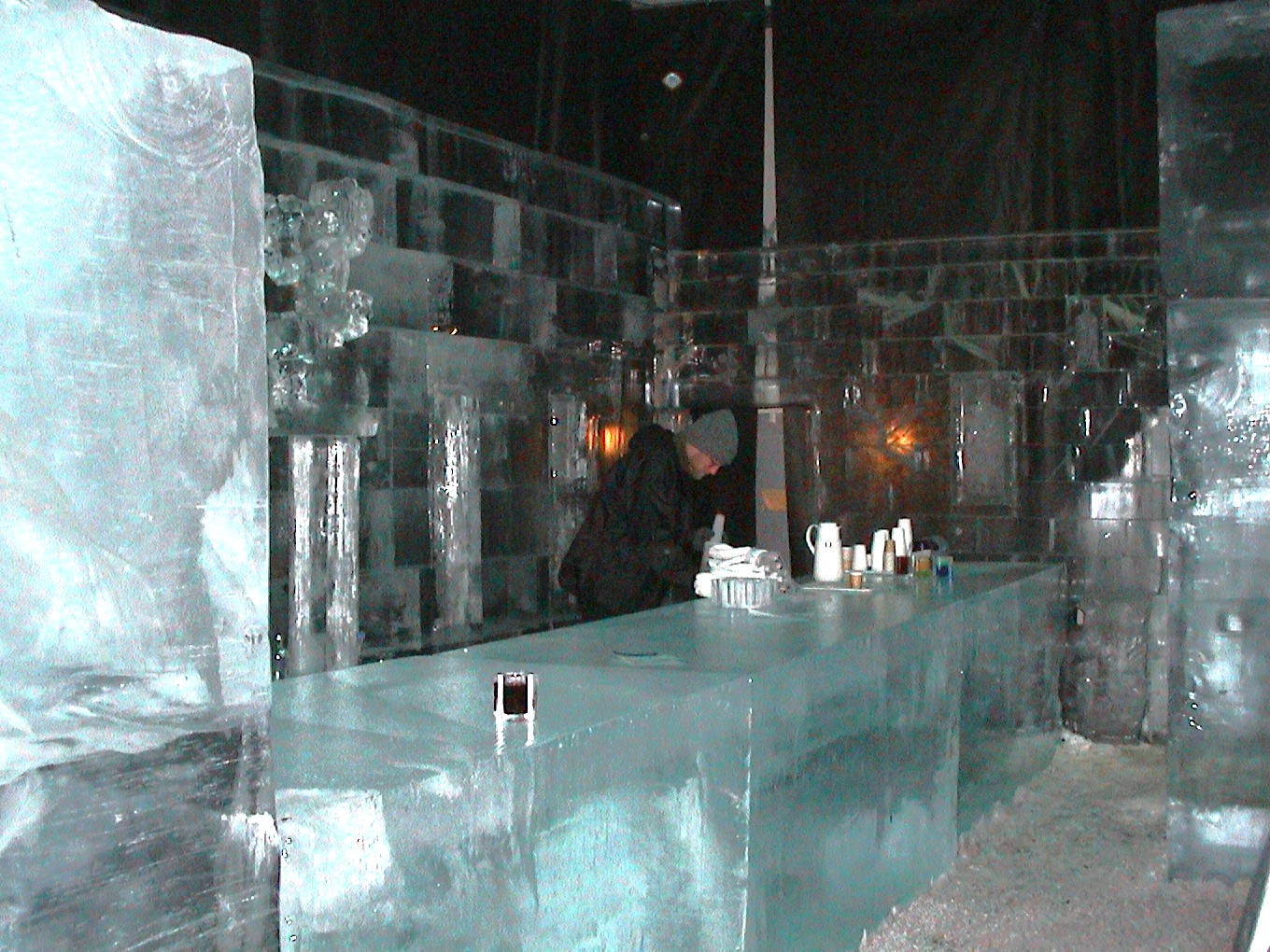
L'Ice Bar di Jukkasjärvi nel 2004